# 塞巴斯蒂安·魯迪
塞巴斯蒂安·魯迪（德語：Sebastian Rudy，1990年2月28日—）是德國的一位退役足球運動員，在場上司職中場。之前他曾長期效力過賀芬咸1899體育會。曾也代表德國國家足球隊參加賽事。

## 球會生涯

### 霍芬海姆
魯迪於2010年轉會至賀芬咸。2010年8月28日，魯迪在德甲比賽以1-0戰勝聖保利的比賽中第89分鐘替補佩尼爾·姆拉帕，首次亮相德甲比賽。
2011年2月5日，他在球隊3-2戰勝凱澤斯勞滕足球俱樂部的比賽中打進了他的第一個進球。

### 拜仁慕尼黑
2017年1月15日，魯迪在霍芬海姆合約到期後於2017年7月1日轉會至拜仁慕尼黑。

### 沙尔克04
2018年8月27日，魯迪加盟沙爾克04，簽訂了為期四年的合同，費用未公開。
2021年6月16日，經雙方同意，沙尔克04提前終止了與魯迪的合約，遣散費低於一百萬歐元。

### 重返霍芬海姆
2019年7月31日，魯迪以為期一季的租借協議回到霍芬海姆。
2020年10月5日，如同上賽季一樣，魯迪再次從沙尔克04租借至老東家賀芬咸，直至2020–21賽季結束。
2021年6月28日，魯迪正式回到賀芬咸，並簽訂了一份為期兩年的合約。
2023年9月27日，魯迪宣布結束他的職業生涯，正式退役。

## 國家隊生涯
2014年5月13日，魯迪在漢堡對波蘭的友誼賽中首次代表德國國家足球隊出賽。2017年10月6日，魯迪在3-1戰勝北愛爾蘭的比賽中從禁區外射入他的第一個國家隊進球，這是德國隊在世界盃預選賽上最快的進球，該進球發生在比賽第2分鐘。

## 榮譽

### 球會
拜仁慕尼黑
- 德国足球甲级联赛冠軍：2017-18賽季
- 德國超級盃冠軍：2017、2018年

### 國家隊
德國
- 国际足联联合会杯冠軍：2017年

### 個人
- 弗里茨·瓦尔特奖U18組銀獎：2008年

## 外部連結
- Soccerway資料庫：塞巴斯蒂安·魯迪